# Okamejei acutispina
Okamejei acutispina (лат.) — вид хрящевых рыб семейства ромбовых скатов отряда скатообразных. Обитают в умеренных водах северо-западной и центрально-западной части Тихого океана. Встречаются на глубине до 150 м. Их крупные, уплощённые грудные плавники образуют диск в виде ромба. Максимальная зарегистрированная длина 30 см. Откладывают яйца. Не являются объектом целевого промысла.

## Таксономия
Впервые вид был научно описан в 1958 году как Raja acutispina. Видовое название происходит от слов лат. acute — «острый» и лат. spinus — «шип».

## Ареал
Эти демерсальные скаты обитают в Южно-Китайском море от Саравака, Борнео, на север до Тайваня, у берегов Китая, в Восточно-Китайском и в Японском море вплоть до полуострова Ното. Встречаются на глубине 75—150 м. Предпочитают илистое песчаное дно.

## Описание
Широкие и плоские грудные плавники этих скатов образуют диск в виде ромба. На вентральной стороне диска расположены 5 жаберных щелей, ноздри и рот. На тонком хвосте имеются латеральные складки. У этих скатов 2 редуцированных спинных плавника и редуцированный хвостовой плавник. 

## Биология
Эти скаты откладывают яйца, заключённые в жёсткую роговую капсулу с выступами на концах. Длина капсулы 4,9—5,4 см, а ширина 2,5—2,9 см.Эмбрионы питаются исключительно желтком. Молодые скаты смеют тенденцию следовать за крупными объектами, напоминающими их мать. Рацион состоит из беспозвоночных и костистых рыб. Спаривание происходит в июне—июле, самки откладывают яйца с февраля по июнь. 

## Взаимодействие с человеком
Эти скаты не являются объектом целевого промысла. Попадаются в качестве прилова. Пойманных скатов перерабатывают на рыбную муку. В Японии крылья используют в пищу. Данных для оценки Международным союзом охраны природы охранного статуса вида недостаточно.